# Ракетни крайцери тип CSGN
Ракетен крайцер тип CSGN (на английски: Cruiser Strike Guided Nuclear (CSGN)) е проект за атомен ракетен крайцер на ВМС на САЩ, разработен през 1970-те години. Разработката на проекта стартира през 1973 г. на база нереализирания проект DLGN. Планира се да носи най-новите системи въоръжение, в т.ч. бойната многофункционална система „Аеджис“. Привържениците на строителството на крайцерите от типа CSGN предполагат, че тези кораби могат не само да изпълняват ролята на ескорт на авионосните съединения, но и да водят самостоятелни крайцерски операции, по примера от Втората световна война. Предполага се да се построят 8 крайцера от проекта, а в допълнение към тях още 16 по-евтини крайцера на базата на разрушителя „Спрюенс“. Стойността на CSGN се оценява на 1,5 милиарда долара за единица. Толкова високата цена води до това, че през 1977 г. работите по проекта са спрени. Комисията на Сената на САЩ го определя като прекалено скъп за ескортен кораб.

## Коментари
1. ↑  Буквите показват принадлежността към определен класː ВВ – линкор, СС, CL, СА – съответно линеен, лек или тежък крайцер, CV – самолетоносач, DD – разрушител, SS – подводница и т.н.